# Saudia

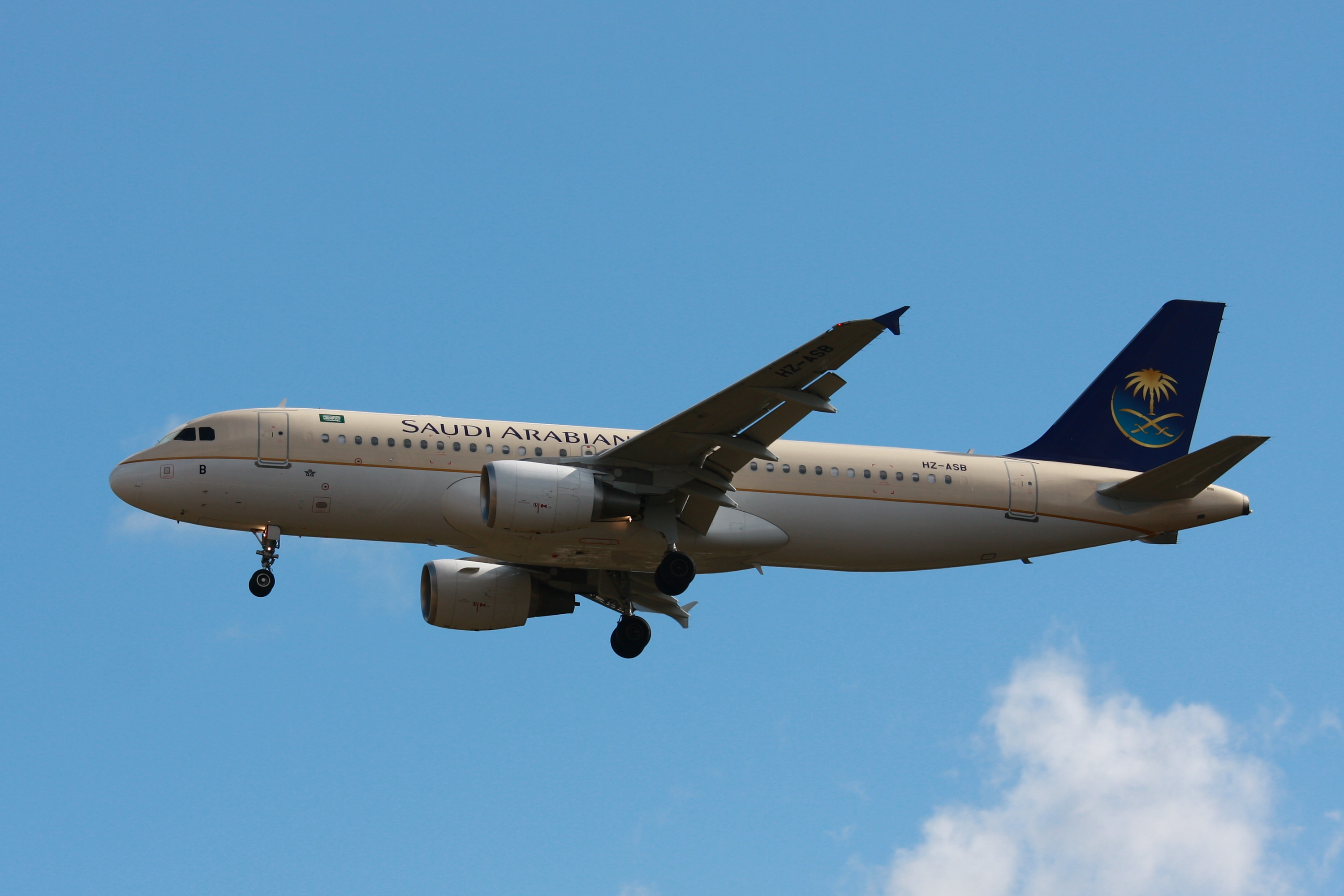
Airbus A320 w starych barwach Saudia

Saudia – saudyjska narodowa linia lotnicza z siedzibą w Dżuddzie. Realizuje połączenia do 106 portów lotniczych w 43 krajach. Głównym hubem przewoźnika jest port lotniczy Dżudda, inne główne węzły to Rijad i Dammam.
Agencja ratingowa Skytrax przyznała linii cztery gwiazdki.
W linii istnieją tzw. Special Flight Services ustanowione specjalnie do transportu członków rodziny królewskiej i członków agencji rządowych.

## Historia
Linia została założona we wrześniu 1946. Od tego czasu do 1972 oraz w latach 1996–2012 funkcjonowała pod nazwą Saudi Arabian Airlines. W latach 1972–1996 oraz po 2012 pod obecną.
Saudia jest członkiem założycielem powstałej w 1965 Arab Air Carriers Organization. W maju 2012 linia lotnicza przyłączyła się do sojuszu SkyTeam.

## Flota
Według stanu na lipiec 2025 flota Saudia składała się ze 167 samolotów, w tym 8 przeznaczonych do transportu cargo, o średnim wieku 10,3 lat:
| Samolot         | Samolot | Samolot   | Liczba miejsc      | Liczba miejsc      | Liczba miejsc      | Liczba miejsc      | Uwagi                                |
| Model           | Aktywne | Zamówione | F                  | B                  | E                  | Łącznie            | Uwagi                                |
| --------------- | ------- | --------- | ------------------ | ------------------ | ------------------ | ------------------ | ------------------------------------ |
| Airbus A320-200 | 37      | –         | –                  | 12                 | 132                | 144                |                                      |
| Airbus A320-200 | 37      | –         | –                  | 20                 | 90                 | 110                |                                      |
| Airbus A321-200 | 15      | –         | –                  | 20                 | 145                | 165                |                                      |
| Airbus A321neo  | 10      | 63        | –                  | 20                 | 168                | 188                | Dostawa planowana w latach 2026-2031 |
| Airbus A321XLR  | –       | 15        | –                  | –                  | –                  | –                  | Dostawa planowana w latach 2026-2031 |
| Airbus A330-300 | 37      | –         | –                  | 36                 | 252                | 288                |                                      |
| Airbus A330-300 | 37      | –         | –                  | 36                 | 262                | 298                |                                      |
| Airbus A330-300 | 37      | –         | –                  | 30                 | 300                | 330                |                                      |
| Airbus A330-300 | 37      | –         | –                  | 12                 | 365                | 377                |                                      |
| Boeing 777-200  | 2       | –         | –                  | 6                  | 394                | 400                |                                      |
| Boeing 777-300  | 37      | –         | 12                 | 36                 | 242                | 290                |                                      |
| Boeing 777-300  | 37      | –         | –                  | 30                 | 351                | 381                |                                      |
| Boeing 777-300  | 37      | –         | –                  | 30                 | 383                | 413                |                                      |
| Boeing 777-300  | 37      | –         | –                  | 12                 | 393                | 405                |                                      |
| Boeing 777-300  | 37      | –         | –                  | 14                 | 478                | 492                |                                      |
| Boeing 787-9    | 13      | 49        | –                  | 24                 | 274                | 298                | Zamówione w 2023                     |
| Boeing 787-10   | 8       | 49        | –                  | 24                 | 333                | 357                | Zamówione w 2023                     |
| Saudia Cargo    |         |           |                    |                    |                    |                    |                                      |
| Boeing 747-400  | 4       | –         | konfiguracja cargo | konfiguracja cargo | konfiguracja cargo | konfiguracja cargo |                                      |
| Boeing 777F     | 4       | –         | konfiguracja cargo | konfiguracja cargo | konfiguracja cargo | konfiguracja cargo |                                      |
| Łącznie         | 167     | 127       |                    |                    |                    |                    |                                      |